# Eero Aarnio

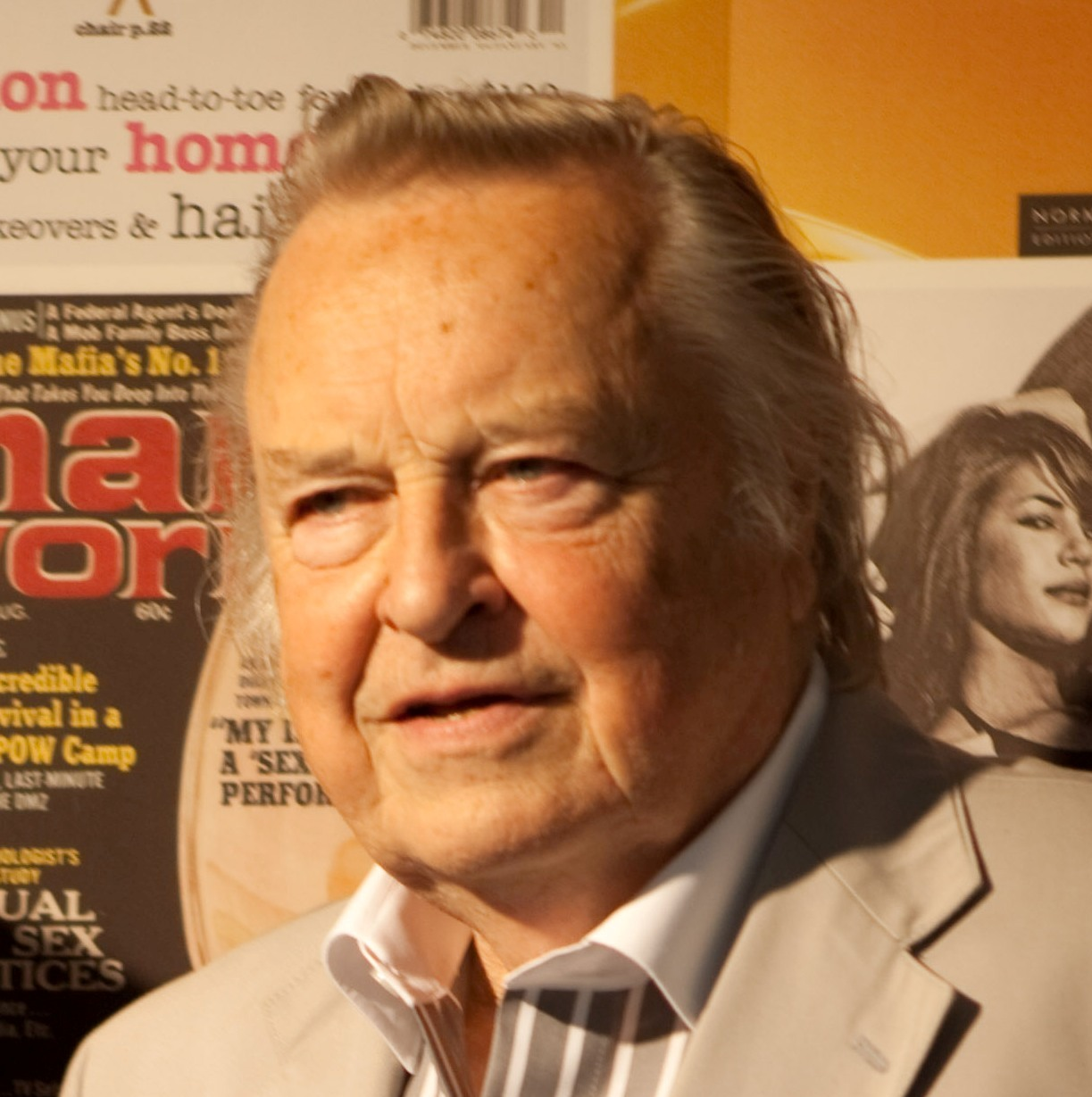
Eero Aarnio.

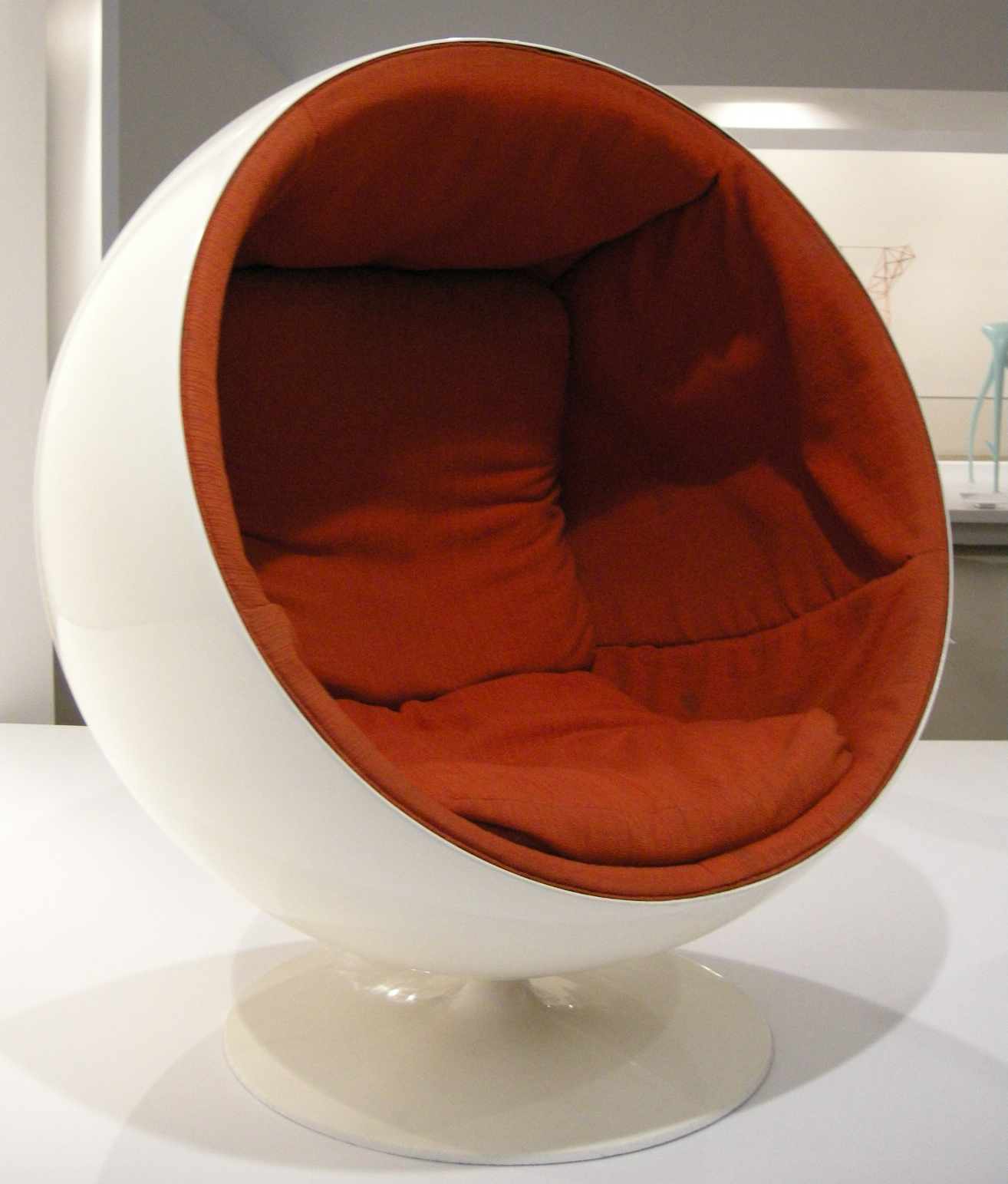
Åskbollen.

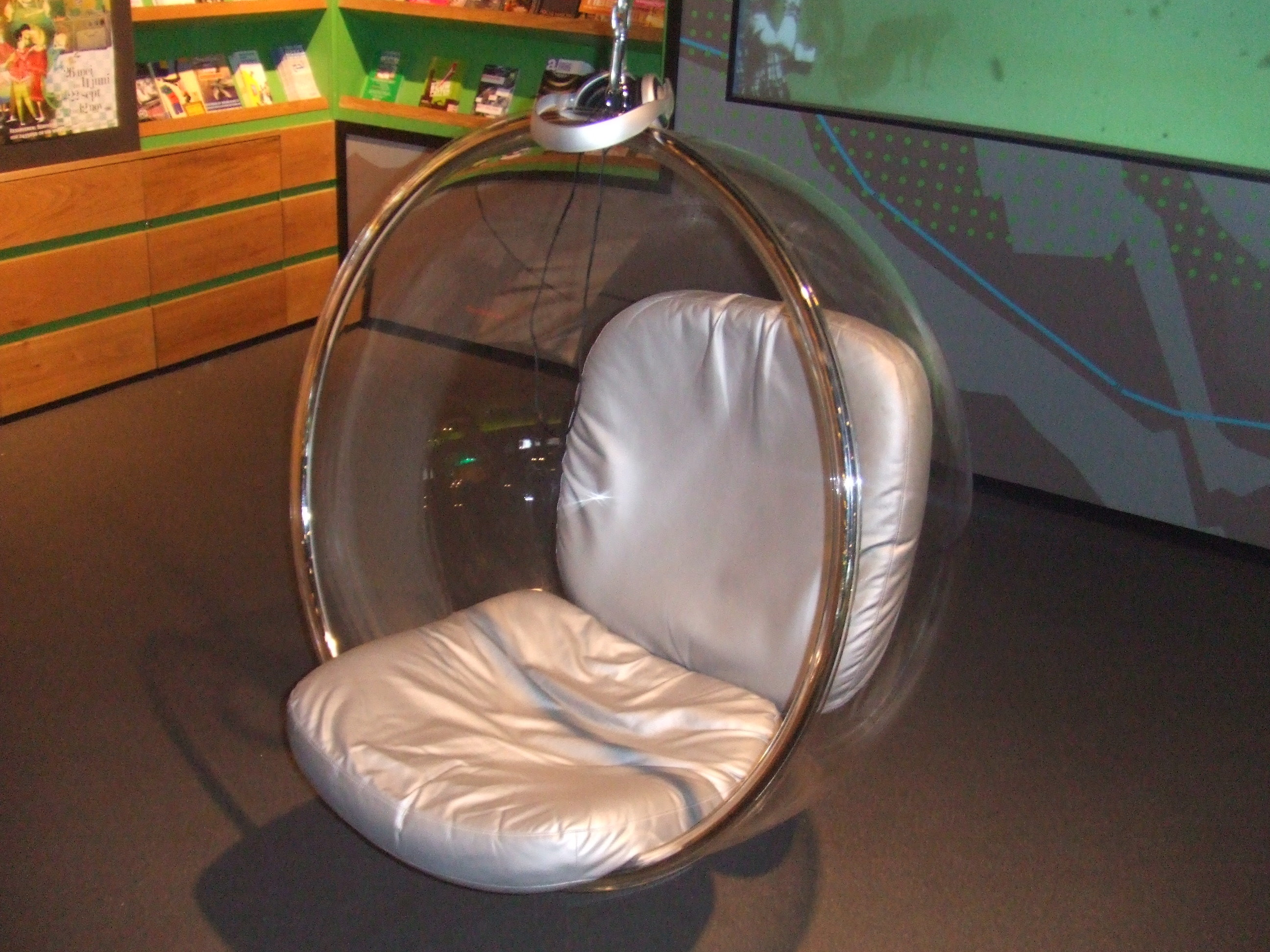
Bubblan.

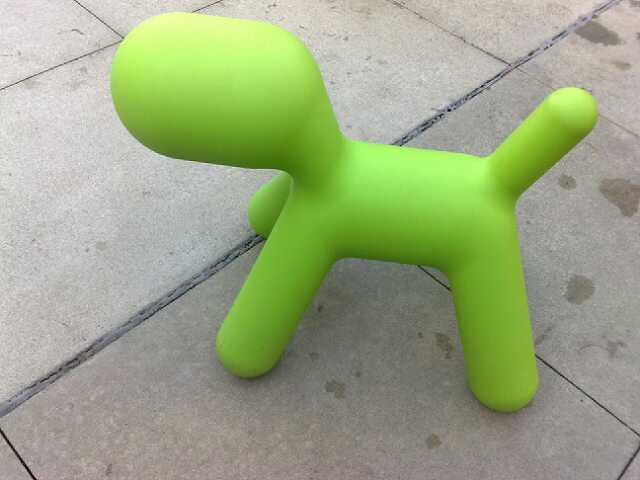
Puppy.

Eero Alvar Aarnio, född 21 juli 1932 i Helsingfors, är en finländsk formgivare.
Eero Aarnios far var målare och han hade två äldre bröder: Risto och Jalmari. Han växte upp i en enrumslägenhet vid Femte linjen i Berghäll i Helsingfors. Han tog studentexamen 1953 och studerade en kortare period till arkitekt och utbildade sig därefter i inredning på Konstindustriella läroverket i Helsingfors 1954–1957 för bland andra Runar Engblom (1908–1965) och Ilmari Tapiovaara. Han finansierade sina studier med arbete som fotograf av byggnader och skolfoton.
Han arbetade under studietiden som renritare på Tapiovaaras arkitektbyrå, bland annat med plastbåten Palko och Nana- och Kiki-stolarna 1959. Efter examen 1957 arbetade han på Antti Nurmesniemis (1923–2003) arkitektkontor. Han var möbelformgivare på Asko Oy i Lahtis 1960–1962.
Aarnio startade sitt eget företag som inredare och industriell designer 1962 och arbetade vid sidan av som förpackningsformgivare och fotograf. Han började bryta sig loss från traditionell design under 1960-talet och experimentera med plast, livfulla färger och organiska former. Hans plastskapelser inkluderar 1960-talsstolarna Åskbollen, Pastill och Bubblan, vilka speglar popkulturen och dess tidsanda. 
År 2010 tilldelades han Pro Finlandia-medaljen.
Han gifte sig 1956 med logonomen Pirkko Attila. Paret har barnen Maria-Lena (född 1959) och Rea (född 1961).
Aarnios produkter finns på designmuseer som  Victoria and Albert Museum i London, Museum of Modern Art i New York, Nationalmuseum, Röhsska museet, Nasjonalmuseet,  Vitra Design Museum i Weil am Rhein, National Gallery of Victoria och Philadelphia Museum of Art.

## Produkter i urval
- Lutti (Svampen), pall i rotting, senare glasfiber,1960
- Åskbollen, fåtölj i glasfiber,1963
- Fiesta, för Cassina, belönad med första pris vid International Competition on Furniture Design i Cantù i Italien 1964
- Kantarell, bord,1966
- Pastill, stol i glasfiber,1967
- Bubblan, fåtölj i akrylplast, 1968
- Tomato, stol i glasfiber,1971
- Pony, pall i glasfiber, 1973
- Copacabana, bord i glasfiber, 1991
- Skruven, bord i glasfiber, 1992
- Formula, stol i glasfiber, 1998
- Parabel, bord i glasfiber, 1994
- Tipi, leksak, 2002
- Focus 2, stol i glasfiber, 2003
- Puppy, pall, leksak, i glasfiber, 2005
- Trolis, barnstol, glasfiber, 2005
- Cognac XO, stol i glasfiber, 2008

## Bildgalleri

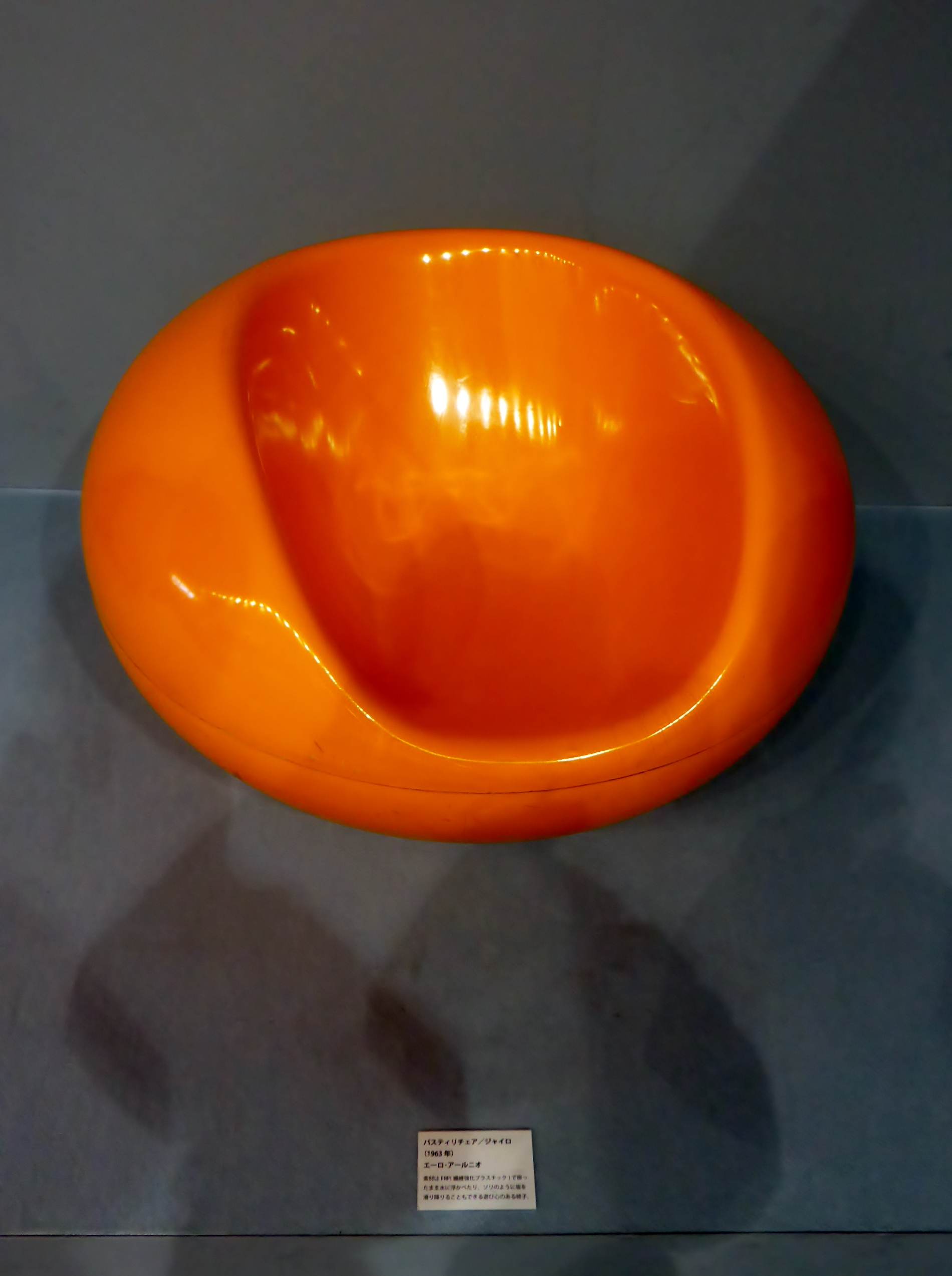
Pastill
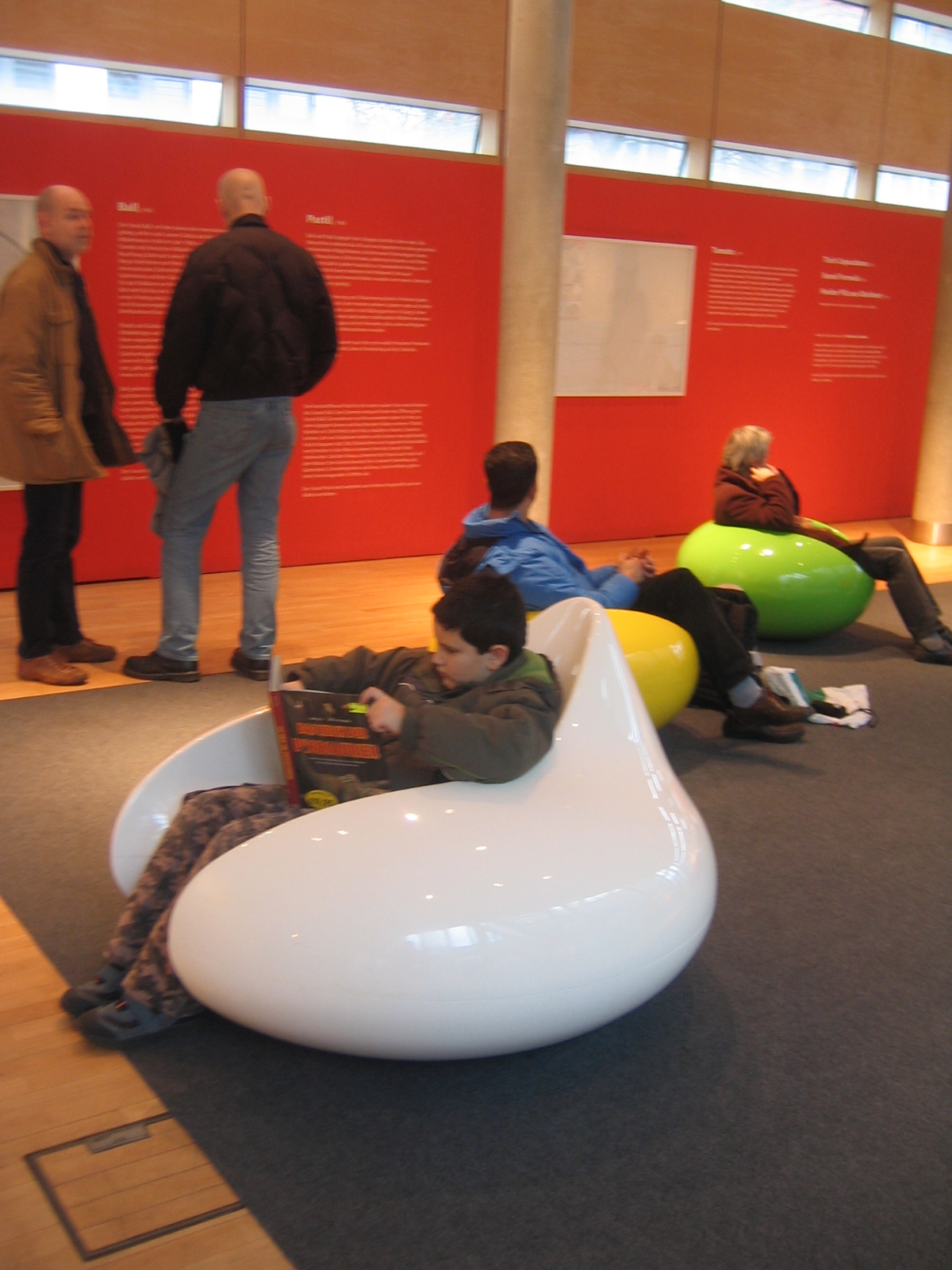
Formula
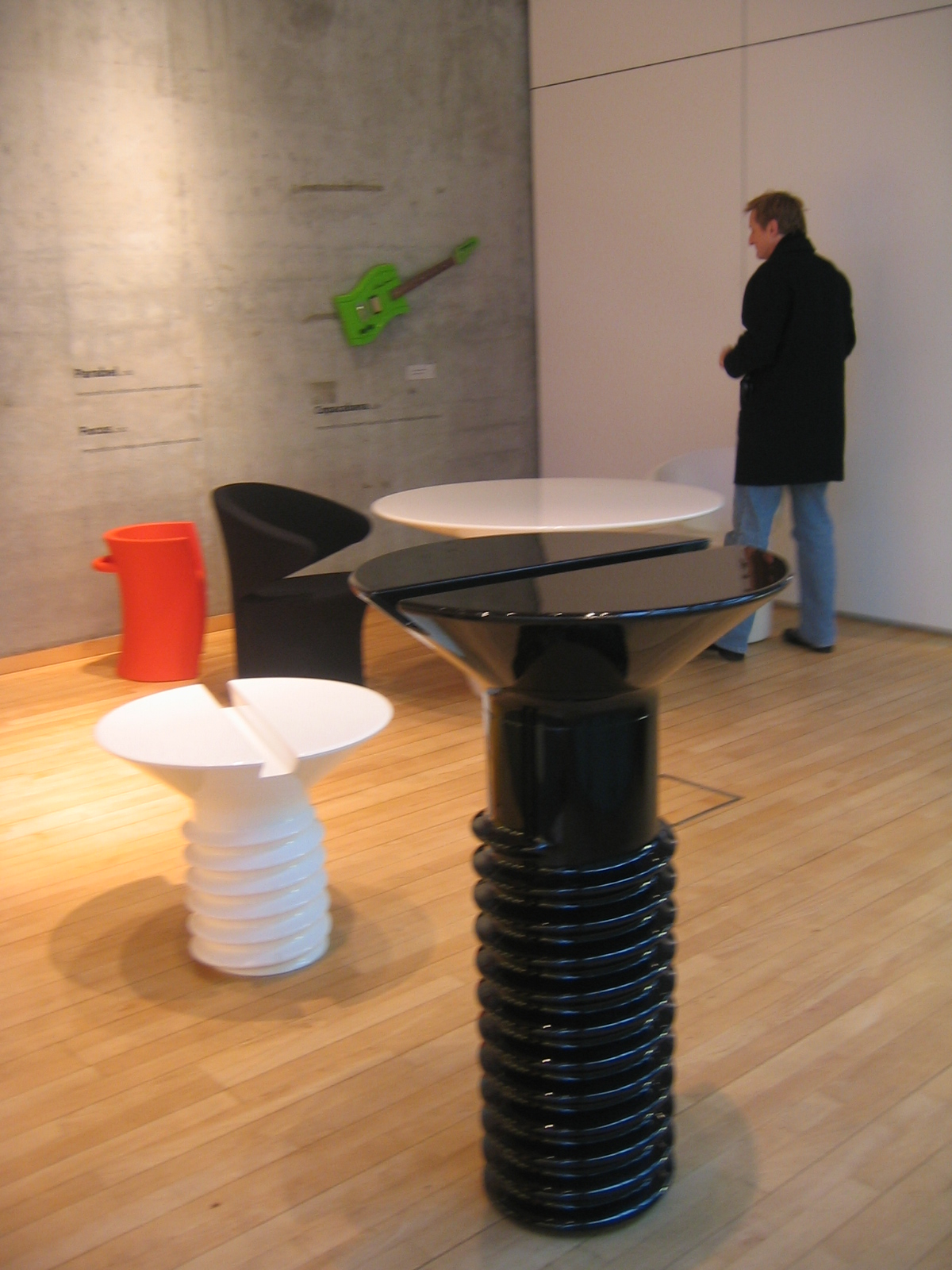
Skruven
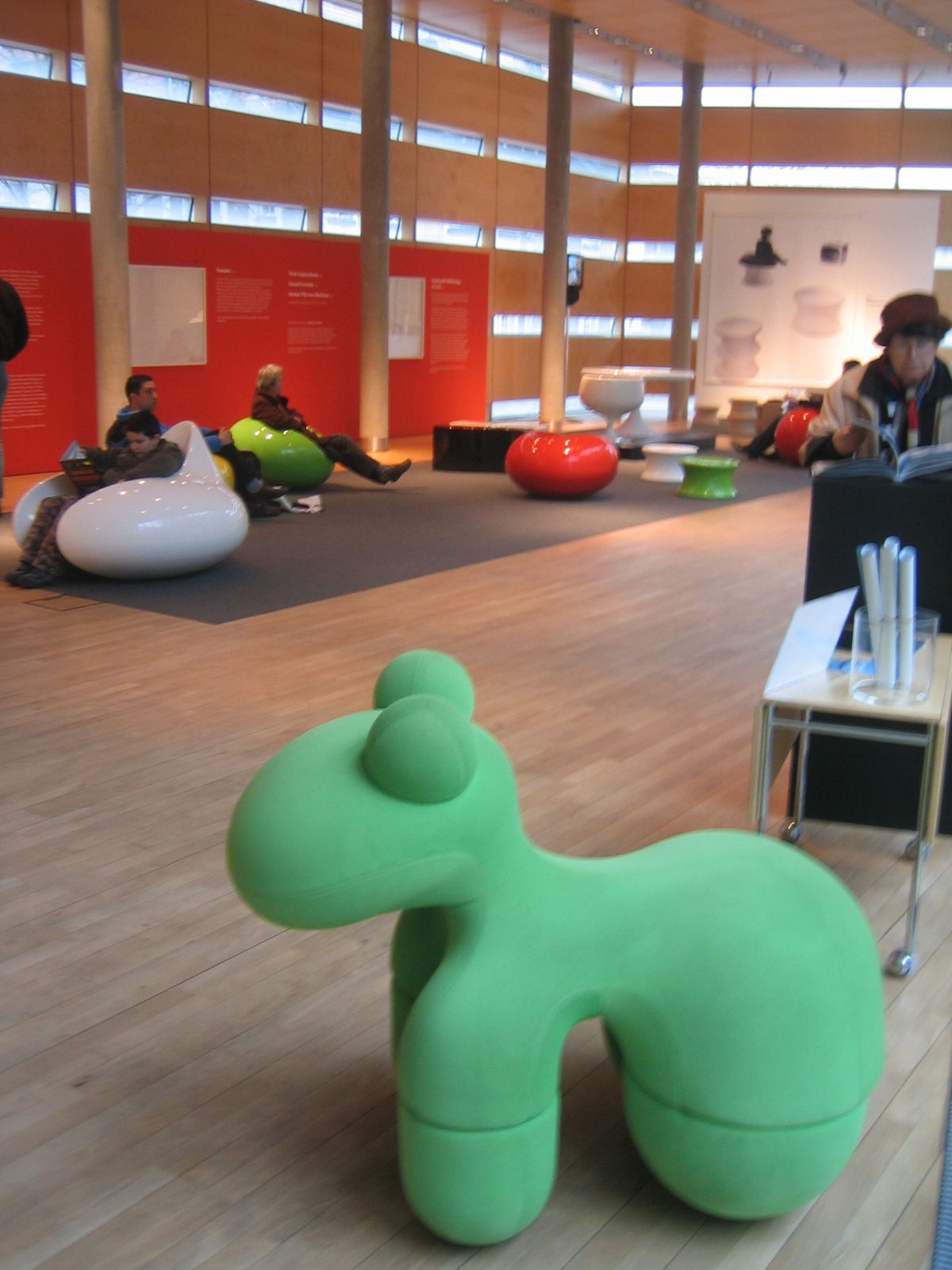
Pony
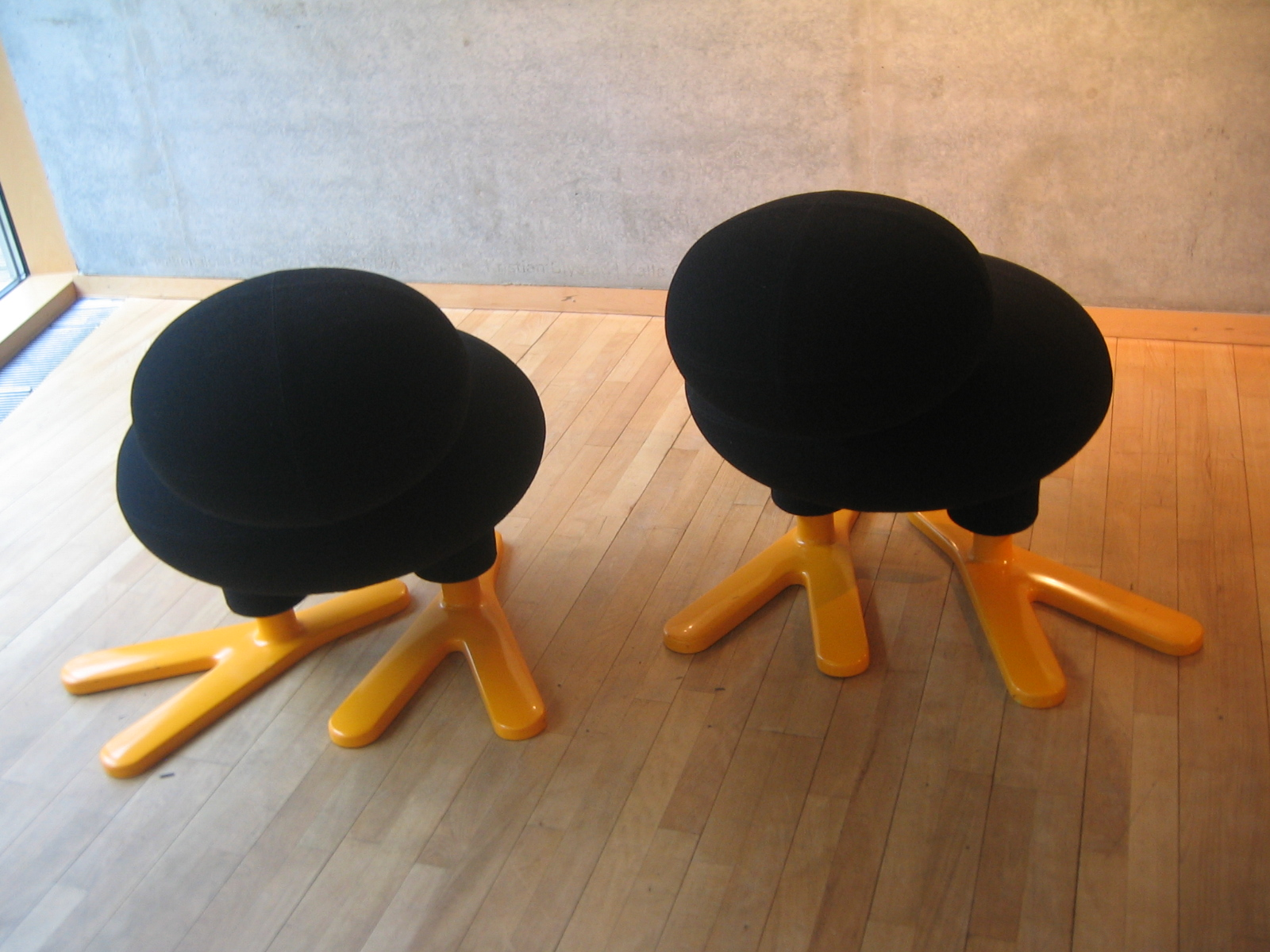
Tipi

## Priser och utmärkelser
- International Design Award of the A.I.D. (American Institute of Interior Designers) för Pastillen-stolen,1968, New York, USA
- Kaj Franck-priset, 2008, Finland
- Compasso d'Oro, 2008, Italien, för stolen Trioli
- Pro Finlandia-medaljen, 2010, Finland